# 莞寶
「莞寶」是對廣東珠江口以東一帶的稱呼，是對以前的東莞縣和寶安縣的合稱，範圍大致為現今的東莞市、深圳市和香港。區域的主要語言為粵語莞寶片及客家語。